# Västersälja
Västersälja är en by i Östervåla socken, Heby kommun.
Byn omtalas första gången 1366 ('Westersælium'), och 1369 var Sigstanus i Wästre sälio var faster vid ett jordköp i Nora socken. 1518 omtalas två bönder i byn som nämndemän vid häradsrätten. 1541 fanns två gårdar i byn, och 1658 hade de stigit till fyra. Under en kort tid 1683-1695 fanns soldattorpet för soldat No 315 Vänlig vid Västmanlands regemente i byn. 1695 upptar mantalslängden sju hushåll i Västersälja.